# Černá kněžna (legenda)

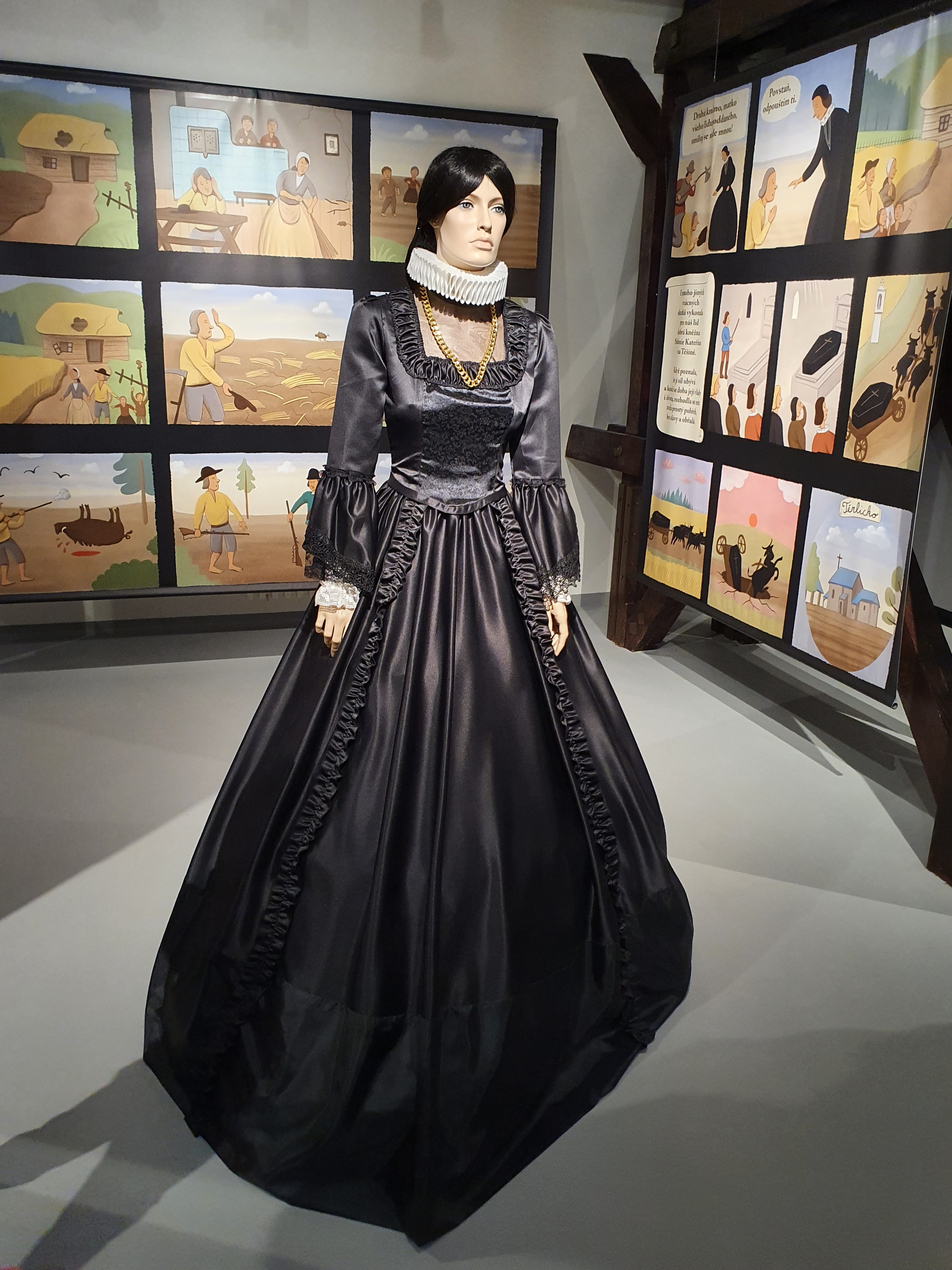
Legenda o Černé kněžně v expozici Muzea Těšínska

Černá kněžna je postava ve ze slezských pověstí. Bývá ztotožňována se skutečně dříve žijící šlechtičnou, resp. šlechtičnami.

## Ztotožnění
Černou kněžnu bylo možno ztotožnit s několika šlechtičnami:
- s Kateřinou Sidonií [2][3][4][5][6] (1548/1550–1594), vdovou po těšínském knížeti Václavu III. Adamovi (1524–1579)
- s Alžbětou Lukrécií[7] (1599–1653), poslední těšínskou kněžnou z rodu Piastovců
- s Marií Annou z rodu Kyselovských z Kyselova (polsky Kisielowscy, také Kisielewscy z Kisielowa), manželkou Fridricha Cardinala z Widerna [pozn. 1] (polsky Fryderyk Cardinal z Widern), majitel vesnice Těrlicko (1625–1645)
- Marie, dcera (nebo vzdálená příbuzná) hraběnky Orlow z Uher, která měla pobývat za Osmansko-habsburských válek ve Slezsku, v Těšínském knížectví

## Podstata pověsti
Podstatou pověsti o Černé kněžně byly její šaty, resp. barva černá jejich šatů. Šlechtična chodila po smrti manžela pouze v černých šatech, držela se v ústraní od lidí. Často byla vídána jak se prochází v lesních porostech kolem řeky Olše. Přes den ji lid viděl v těšínském hradním parku, nebo na jak z ochozu Piastovské věže vzhlížela k beskydským lesům. 

## Pověsti
Mezi lidmi na Těšínsku mnoho variant lidových podání pověsti. Vyprávělo se o ní, že se starala o ubohé sedláky utlačované vrchnostmi, ale také, že byla ukrutnice, která trápila své poddané na každém kroku. Existuje několik základních pověstí:
- Černá kněžna, Pohřeb Černé kněžny, Poklady Černé kněžny v díle Františka Slámy, Slezské pohádky a pověsti byla ztotožněna s Kateřina Sidonií
- Černá kněžna ochránkyně chudých
- Smrt a pohřeb Černé Kněžny
- Černá kněžna ukrutnice